# Motorový vůz M 144.0
Motorové vozy řady M 144.0 (od 1. ledna 1988 označeny řadou 891) sloužily u Československých státních drah (ČSD) jako montážní vozy pro prohlídky a opravy trolejového vedení. ČSD je v počtu 20 kusů nakoupily mezi lety 1957 a 1961 od vagónky ve východoněmeckém městě Görlitz. V provozu vydržely do poloviny 90. let 20. století.

## Konstrukce
Jedná se o menší dvounápravové vozy s ocelovou svařovanou skříní. Ta je usazena na pojezdu tvořeném dvěma dvojkolími, z nichž jedno je hnací. Vstup do vozidla je z každé strany zajištěn dvoukřídlými dveřmi uprostřed bočnice. Vozy řady M 144.0 byly původně poháněny vodou chlazeným motorem 6 KVD 14,5 SRW o výkonu 99 kW. Od inventárního čísla 7 byla vozidla již vybavena agregáty Tatra 301 (výkon 114 kW) známými z osobních motorových vozů řady M 131.1, který byl později osazen i do prvních šesti vozů. Výkon z motoru převádí čtyřstupňová převodovka Mylius, která umožňuje i trvalou jízdu rychlostí 7 km/h. Interiér vozidla je rozdělen na dvě stanoviště strojvedoucího, dílnu, strojovnu a šatnu s WC a umývárnou. Nad jedním dvojkolím se nachází kabina pro prohlídku trolejového vedení, ze které lze vstoupit na prohlídkovou plošinu na střeše vozidla. To je rovněž vybaveno zkušebním pantografem.

## Vývoj, výroba a provoz
Podobnou variantu, jako jsou československé motorové vozy řady M 144.0, vyráběla görlitzká vagónka i pro východoněmecké a polské železnice. Pro ČSD byly realizovány dvě dodávky (6+14 ks) v letech 1957 až 1961, vozidla byla rozdělena jednotlivým elektroúsekům, pro Slovensko bylo určeno 6 vozů (později však byly vozy přesouvány). V roce 1959 byly již dodané vozy předány do lokomotivních dep. Kromě několik výjimek byly vozy řady M 144.0 (od 1. ledna 1988 označené řadou 891) vyřazovány od druhé poloviny 80. let 20. století, přičemž poslední vozy dojezdily v polovině 90. let. Jako historický exponát je určen vůz M 144.016 v České Třebové, který již prodělal částečnou opravu. Několik dalších vozidel je rovněž v soukromém vlastnictví v neprovozním stavu.